# كيفن بويس
كيفن بويس (بالإنجليزية: Kevin Boyce)‏ هو سياسي أمريكي، ولد في 1971. حزبياً، نشط في الحزب الديمقراطي. وقد انتخب أمين صندوق الدولة ‏ وانتخب عضو مجلس نواب أوهايو.

## وصلات خارجية
- الموقع الرسمي